# Банда Валерия Зильберварга
Банда Валерия Зильберварга — банда, осуществлявшая в течение 1996 года преступную деятельность на территории Новосибирска и Новосибирской области.

## История создания банды
Валерий Маркович Зильберварг родился 6 ноября 1966 года в Новосибирске. После окончания школы он поступил в Новосибирский институт внутренних войск, откуда в конечном итоге был отчислен за систематические нарушения дисциплины. Вскоре под видом сотрудника милиции, применив фальшивые документы, он произвёл «обыск» в квартире и похитил ряд ценных вещей, а также совершил изнасилование хозяйки. За эти преступления суд приговорил Зильберварга к 8 годам лишения свободы в колонии общего режима ИК-288/3 в Иркутске. Колония предназначена для отбывания наказания бывших работников правоохранительных органов — прокуроров, работников милиции, судей и т. п. Едва выйдя на свободу, Зильберварг совершил изнасилование двух несовершеннолетних девочек в Иркутске. Личность насильника была быстро установлена, и Зильберварга объявили в федеральный розыск, что не помешало ему объявиться в Новосибирске и создать банду.
Следователь Максим Леонтьев, расследовавший дело банды Зильберварга, так рассказывал о нём:
…Он обладал, и, вероятно, обладает до настоящего времени серьёзным даром убеждать людей в своей правоте, навязывать им свою точку зрения, обманывать их…
В банду, помимо самого Зильберварга, вошло ещё пять человек — Тимур Терёхин, Артур Чекалов, Юрий Аляблев, Александр Белов и Виктор Иванов.

## Преступления

Валерий Зильберварг, лидер банды

В январе 1996 года Зильберварг с сообщниками Чекаловым, Терёхиным и Ивановым похитил владелицу шубного магазина Зимину и потребовал деньги за её освобождение. Зимина согласилась отдать деньги. Добычей бандитов стали 6 тысяч долларов. Зильберварг впоследствии уверял, что не имел намерения убивать Зимину, но, тем не менее, вместе с Терёхиным задушил её. При этом Зильберварг получал садистское удовлетворение от мучений жертв. Так, Зимину, например, раздели на двадцатиградусном морозе, поставили на колени, выкопали на её глазах могилу и только потом задушили.
В феврале 1996 года Зильберварг познакомился с близким к кругам «чёрных риелторов» Юрием Аляблевым. Аляблев попросил Зильберварга о помощи. Дело в том, что его любовница торговала наркотиками. Незадолго до этого к ней поступила партия так называемой «ханки» (верхушки маковых коробочек). Местный криминальный авторитет Голобоков по прозвищу «Колобок» отнял у неё весь товар и пригрозил расправой в случае, если она осмелится продолжать свою деятельность в сфере наркобизнеса. Зильберварг согласился помочь Аляблеву. Вместе с ними к дому Колобка поехали Терёхин, Чекалов и Иванов. Бандиты избили Голобокова и его телохранителя, затолкнули в машину и вывезли за город. Там они вновь потребовали у них денег за освобождение. Чекалов и Аляблев съездили за деньгами и привезли их остальным членам банды. После этого их вывезли в лес и зарезали обоих. Тела были утоплены в озере Чёрное в Колыванском районе Новосибирской области.
После этого банда сменила профиль, став специализироваться на «чёрном риелторстве». Аляблев находил жертв из числа одиноких владельцев жилья, а остальные члены банды убивали их. Первыми жертвами стали страдавшие алкоголизмом мать и сын, проживавшие в доме № 31 по улице Степная. Под предлогом доставки в наркологическую клинику их вывезли в гараж, арендованный бандой, и посадили в подвал. Мужчина скончался от холода через три дня, а женщину вывезли на огород отца Зильберварга, убили и закопали.
Следом бандитами были убиты ещё три человека. Все они были закопаны на огороде отца Зильберварга. Впоследствии Зильберварг говорил, что это была его величайшая ошибка.
16 мая 1996 года члены банды убили некоего Александра Кильштедта и, положив его тело в багажник, поехали к даче отца Зильберварга. В этот момент на Чукотской улице машина была остановлена по указанию инспектора ДПС. Водитель Александр Белов предъявил права и техпаспорт на машину, но инспектор попросил открыть багажник. Тогда находившиеся в машине Зильберварг, Терёхин, Аляблев и Белов одновременно открыли двери и побежали в разные стороны. Догнать инспектору никого не удалось, но в руках у него остались документы на машину с именем Белова, а впоследствии в машине нашли оброненный Аляблевым паспорт. Вскоре Белов и Аляблев были арестованы. Они выдали всех членов банды, после были произведены аресты Чекалова и Иванова. Зильберварг же с Терёхиным бежали из Новосибирска.
Основываясь на показаниях Аляблева, милиционеры нашли место захоронения тел жертв банды на дачном участке. Отец Зильберварга был в шоке от этого. Он назвал бандитов «зверями» и сказал, что их нужно немедленно искать, пока они не совершили новые преступления.
27 мая 1996 года Зильберварг и Терёхин приехали в Москву и отправились в гости к родственнику первого, некоему Борису Гольдину. Там у Зильберварга и Гольдина вспыхнула ссора, в результате которой последний был убит. Бандиты ограбили квартиру Гольдина, наспех сымитировали самоубийство и бежали.
Зильберварг и Терёхин под видом московских бизнесменов организовали фирму в Челябинске. Однажды они вместе с одной сотрудницей фирмы, водителем и его невестой выехали на специально арендованном автомобиле в Казахстан. В пути Зильберварг и Терёхин после долгих пыток убили водителя и его невесту, а их тела выбросили в лесополосу. Сотрудница фирмы была ими похищена, но впоследствии сумела бежать. Бандиты снова похитили её прямо из дома её родителей в Узбекистане.

## Аресты, следствие и суд
Со времени убийства Гольдина бандитов искали полгода. За это время сотрудникам милиции пришлось гоняться за ними не только по территории России, но и на территории Казахстана и Узбекистана. Однако 6 ноября 1996 года Зильберварг с Терёхиным были всё же арестованы в Уфе. Похищенная ими женщина была освобождена. 10 ноября 1996 года в День милиции бандиты были доставлены в Новосибирский СИЗО.
Зильберварг и его сообщники вскоре во всём признались. Бандиты были абсолютно деморализованы собственной поимкой. Всего на счету банды числилось 12 убийств, а также 9 похищений людей. По совокупности преступлений большинству членов банды грозила смертная казнь, однако в 1996 году она была отменена, а поскольку бандитов судили за преступления, совершённые до 1997 года, то на них распространялось действие старого Уголовного Кодекса, по которому максимальным сроком лишения свободы были установлены 15 лет. Именно такой срок в 1999 году получил Зильберварг, а его сообщники получили и того меньше.

## Дальнейшая судьба
В 2003 году Зильберварг подал прошение в прокуратуру о переводе в колонию в Новосибирской области. Когда ему было в этом отказано с формулировкой: «данный вопрос — компетенция Управления Федеральной Службы Исполнения Наказаний», он подал в суд на прокуратуру, однако проиграл иск.
По состоянию на октябрь 2009 года Зильберварг ещё отбывал наказание в колонии города Тулун Иркутской области. В частности, его имя появилось в прессе в связи с убийством вора в законе Вячеслава Иванькова по кличке «Япончик». Зильберварг заявил, что Япончику ввели лекарство, которое и вызвало его смерть на больничной койке. Однако эта информация подтверждения не нашла.
После освобождения Валерий Зильберварг поселился в Дзержинске, где руководил коммерческой фирмой «Уральские самоцветы» и активно взаимодействовал с администрацией города.
В 2018 году, находясь в Москве, дал интервью. В нём заявил, что ни в чём не раскаивается, а также, что лично никого не убивал, что противоречит его показаниям на допросах и материалам уголовного дела. Сменил имя и отчество, став Отто Генриховичем Зильберваргом в честь Отто Скорцени (хотя отца последнего звали Антон).
Тимур Терёхин работал психологом центра практической психологии НГПУ.